# 첼

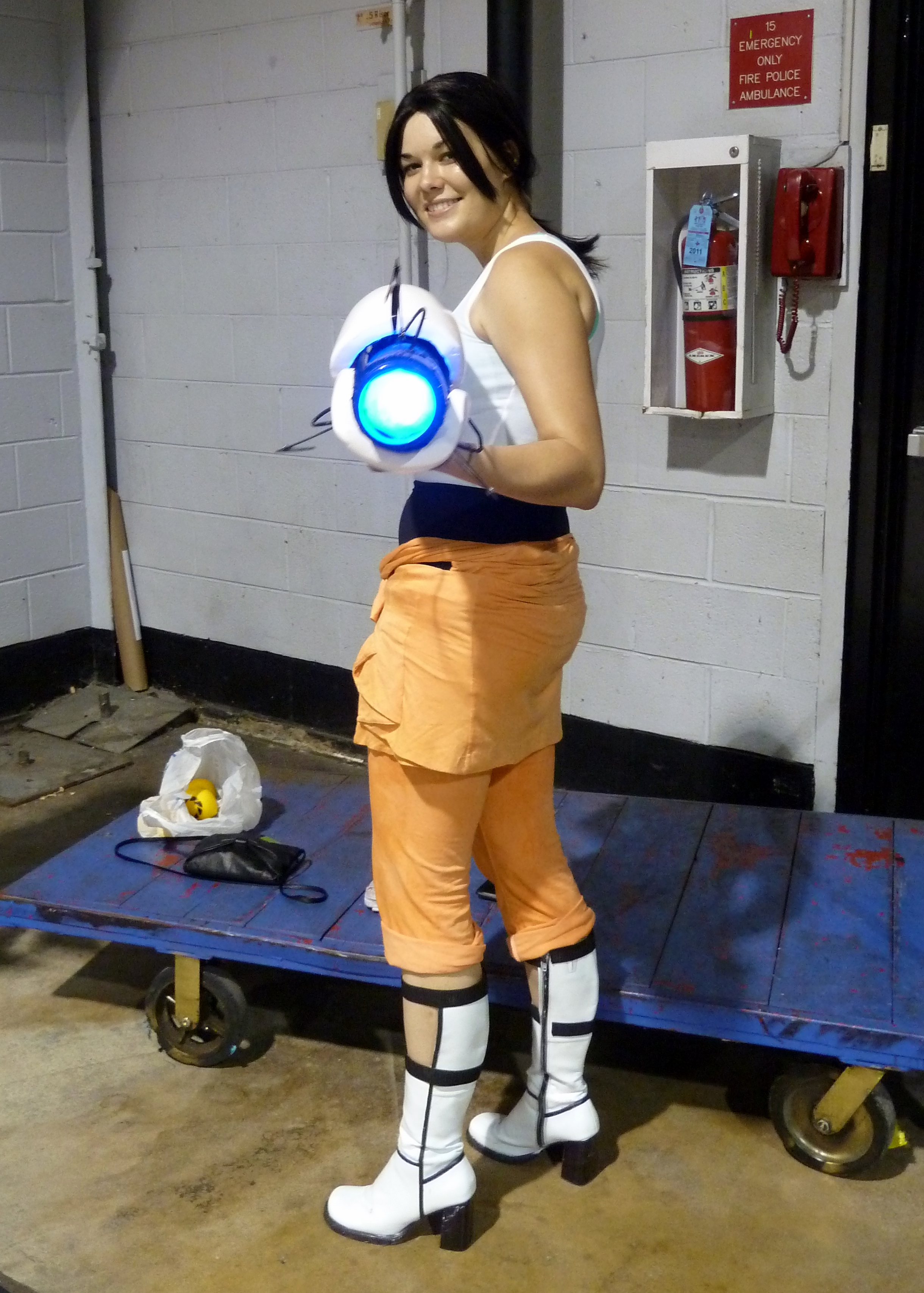

첼(Chell)은 게임 포탈의 주인공이다. 애퍼처 사이언스에서 오랫동안 동면 상태에 있었으며 실험실에서 깨어나 GLaDOS에 의해 실험을 시작한다.

## 정보
포탈에서 처음 등장하였을 때에는 그녀의 출신, 소속, 심지어 본명조차 알려지지 않았으며, 다만 그녀가 상당한 집념과 육감을 가진 여성이라는 사실만 알 수 있었다. 2011년 여름엔 첼이 캐롤린과 케이브 존슨 사이의 딸이라는 소문이 돈 적이 있었지만 사실이 아닌 헛소문인 것으로 판명되었다. 포탈의 공식 만화 Portal 2: Lab Rat에서, GLaDOS가 시설 전체를 지배하자, 애퍼처 사이언스의 유일한 생존자인 더그 렛맨(Doug Rattman)은 첼이 GLaDOS를 파괴해줄 것이라 믿고 일어나는 순서를 제일 첫번째로 설정했다. 포탈의 마지막에 GLaDOS의 위치를 찾아 파괴하고 지상으로 나가는데 성공하지만, 그 자리에서 쓰러지고 GLaDOS가 언급하였던 "파티 에스코트 로봇"이 그녀를 시설 내부의 동면실로 끌고간다. 이후에는 포탈 2에서 오랜 세월 이후 다시 동면에서 깨어나 새로운 등장인물인 휘틀리(지능 둔화 코어)와 함께 탈출을 시도한다.

## 같이 보기
- 포탈 (비디오 게임)
- 포탈 2
- GLaDOS